# Пам'ятник Нізамі Гянджеві (Кишинів)
Пам'ятник Нізамі Гянджеві — пам'ятник видатному поету, класику перської поезії Нізамі Гянджеві, розташований у столиці Молдови, у місті Кишинів (парк імені Нізамі Гянджеві). Скульптором пам'ятника є заслужений діяч мистецтва Азербайджану Акіф Аксеров, архітектором — заслужений архітектор Молдови Семен Шойхет.

## Історія
Відкриття пам'ятника відбулося весною 2005 року, під час офіційного візиту президента Азербайджану Ільхама Алієва до Молдови. Пам'ятник був встановлений «у знак добрих відносин між азербайджанським та молдавським народами». Ідея виникнення пам'ятнику належить Конгресу азербайджанців у Молдові, головою якого є Вугар Новрузов
12 листопада 2012 року відбулося відкриття реконструйованого і оновленого пам'ятника Нізамі Гянджеві. У церемонії взяли участь міністр культури Молдови Борис Фокша, заступник міністра культури і туризму Азербайджану Адалят Велієв, посол Азербайджану в Молдові Наміг Алієв, члени делегації з Азербайджану, діячі культури і мистецтва Молдови, державні чиновники і представники дипломатичних місій. Даний проект був реалізований в рамках розпорядження Президента Азербайджану Ільхама Алієва «Про проведення 870-річного ювілею геніального азербайджанського поета і мислителя Нізамі Гянджеві»

## Опис пам'ятника
Пам'ятник являє собою бюст Нізамі Гянджеві, який зображує поета в східному вбранні з тюрбаном на голові. Постамент виконаний із червоного граніту і доповнений східним візерунком. На постаменті англійською мовою написане ім'я поета і вказані роки його народження і смерті.